# 中共南路特委机关旧址
中共南路特委机关旧址，位于中国广东省廉江市石角镇环下新村，为廉江市的一个市级文物保护单位，类型为近现代重要史迹及代表性建筑，公布时间为1981年11月12日。
中共南路特委机关旧址的历史年代为抗日战争时期。